# 性別特徵 (法律術語)
在法律上，性别特征是指为保护當事人免受性別特徵遭受歧视而定义的術語。性别特征的術語首次在2015年在马耳他的国家法律中被定义。此后，該法律术语已被联合国、欧洲委员会、和亞太論壇以及在2017年更新的《日惹原則》中採納，用於探討國際人權法在性取向、性別認同、性別表現和性別特徵方面的應用。

## 生理性徵
生理性徵包括第一性徵和第二性徵。狹義上，第一性徵指的是參與性繁殖並構成複雜生物的生殖系統的身體解剖部位，尤其是外部生殖器官；外部生殖器官通常也被稱為生殖器或生殖器官。第二性徵是在任何動物物種（包括人類）的性發育或性成熟時出現的特徵，尤其是那些區分物種性別的性二型表現特徵，但與生殖系統不同，第二性徵並非直接屬於生殖系統的一部分。

## 法律屬性

明確保護基於性別特徵的原則
明確保護基於雙性人身份的原則
在性别特徵中明确保护雙性人身份

性別特徵是法律和人權框架中使用的術語。這個術語首次在2015年馬爾他使用，當時該國通過法律保護基於性徵的歧視和強制醫療手段。《性別認同、性別表達和性徵法案》（The Gender Identity, Gender Expression and Sex Characteristics Act）將性徵定義為：
「性徵」指一個人的染色體、性腺和解剖特徵，包括生殖器官和生殖器官的主要特徵，如染色體結構和激素；以及次要特徵，如肌肉質量、毛髮分布、乳房和/或結構。
2017年11月，《日惹原則》擴展，納入了性別特徵和性別認同的新原則和新屬性。日惹原則補充說明指出，新的日惹原則擴展「明確保護基礎，以防止侵犯人權的行為」已經在國際法學中得到發展。性徵被定義為：
理解「性徵」為每個人與性有關的身體特徵，包括生殖器官和其他性和生殖解剖結構、染色體、激素以及從青春期開始出現的第二身體特徵。
2015年，歐洲基本權利機構發布一份關於歐盟內針對性取向、性別認同和性徵歧視保護的比較法律分析報告。
2016年，亞太論壇及國家人權機構（AFP）發布一份關於促進和保護與性取向、性別認同和性徵有關的人權的手冊。手冊對人權問題進行了分析，包括身體完整性、非歧視、有效救濟和賠償以及法律承認的權利。

## 雙性人人士
引入這個術語的馬爾他《性別認同、性別表達和性徵法案》（The Gender Identity, Gender Expression and Sex Characteristics Act）在國際上受到民間社會組織的廣泛歡迎，因為其首次為雙性人提供了保護。隨後，欧洲委员会人權專員發布一份報告，承認性徵與一個人的性取向和性別認同是不同的。

在一份關於雙性人人權和健康問題的廣泛分析中，歐洲理事會於2015年5月發布一份題為《人權與雙性人》的議題文件。在這份文件中，歐洲理事會的人權專員建議歐洲理事會成員國以「性徵」為基礎保護雙性人公民，或者以性（Sex）或性別（Gender）基礎保護雙性人：
國家的平等待遇和仇恨犯罪立法應該經過審查，以確保保護雙性人。性徵應該被納入平等待遇和仇恨犯罪立法的特定範疇中，或者至少，性（Sex）或性別（Gender）的範疇應被權威性地解釋為包括性徵在內，作為禁止歧視的基礎。（第9頁）
2015年，聯合國發布一份情況說明書，使用「性徵」一詞來定義雙性人：
雙性人生來就具有不符合典型男性或女性身體的性徵（包括生殖器官、性腺和染色體結構）。
2015年9月，聯合國人權高級專員拉阿德在一場結束對侵犯雙性人人權的專家會議上表示：
所有人類在尊嚴和權利上生而平等。這些基礎性的、根本性的普遍性和平等原則意味著，我們所有人，無論性徵如何，都同樣享有國際人權法的保護。
2017年，國際特赦組織發布一份報告，譴責在德國和丹麥對出生時具有性徵差異的兒童進行「非緊急、侵入性和不可逆的有害醫療治療」。國際特赦組織發現手術基於性別刻板印象，在缺乏心理社會支持的情況下進行，但沒有確定的證據。國際特赦組織報告稱「對雙性人兒童治療沒有強制性指南」。

## 延伸閱讀
- 對待雙性人的歧視（英语：Discrimination against intersex people）
- 承認雙性人的法律地位（英语：Legal recognition of intersex people）